# Стеванович, Андра
Андра Стеванович (серб. Андра Стевановић; 12 ноября 1859, Белград — 15 ноября 1929, Белград) — сербский архитектор и профессор Белградского университета. Андра Стеванович и архитектор Никола Несторович совместно работали над несколькими крупными проектами в Белграде, которые теперь считаются памятниками культуры.

## Биография
Его отцом был Йока Стеванович, государственный служащий. Он окончил начальную и среднюю школы в Белграде в 1877 году. В 1881 году он окончил технический факультет Большие школы (будущего университета) в Белграде и сразу же устроился на государственную службу, где два года проработал младшим инженером в районе Белграда. Как и большинству сербских инженеров того времени, ему пришлось учиться в аспирантуре за границей. В 1883 году он начал обучение в Берлинской высшей технической школе Шарлоттенбург, где он оставался в течение нескольких лет и приобрел солидные практические знания. Он окончил и сдал государственный экзамен, что было редкостью для иностранца в Германии, привилегия, предоставляемая небольшому количеству иностранцев.
Он вернулся в Сербию и в начале 1890 года устроился на работу инженером в министерство строительства, где пробыл всего три месяца. Он был избран профессором технического факультета своей альма-матер в Белграде, где проработал до выхода на пенсию в 1924 году. Он был среди первых восьми профессоров Белградского университета в 1905 году, которые избрали весь остальной преподавательский состав. Это были Йован Жуйович, Сима Лозанич, Йован Цвиджич, Михайло Петрович Увы, Андра Стеванович, Драголюб Павлович, Милич Радованович и Любомир Йованович . Таким образом он достиг своего жизненного идеала, которому он оставался верен до конца своей жизни. Он отказался от многих более прибыльных должностей в государственном аппарате и предпочел работать со студентами. В течение своей жизни он посвятил большую часть своей энергии университетской работе и образованию. Он был хорошим знатоком и хорошим оратором. Он поддержал волю студентов к избранному ими призванию.
Помимо педагогики, он занимался проектированием и исследованием старинных церковных памятников, в частности Опленаца. В 1910 году он был избран членом Сербской королевской академии и долгое время был секретарем ее художественного отдела. Когда он вышел на пенсию, ему было присвоено звание почетного доктора наук Белградского университета. Андра Стеванович много участвовал в общественной жизни Белграда и Сербии, что, скорее всего, помешало ему добиться больших результатов в области науки и дизайна. Он умер в Белграде после возвращения из одной из учебных поездок.

## Значительные архитектурные работы

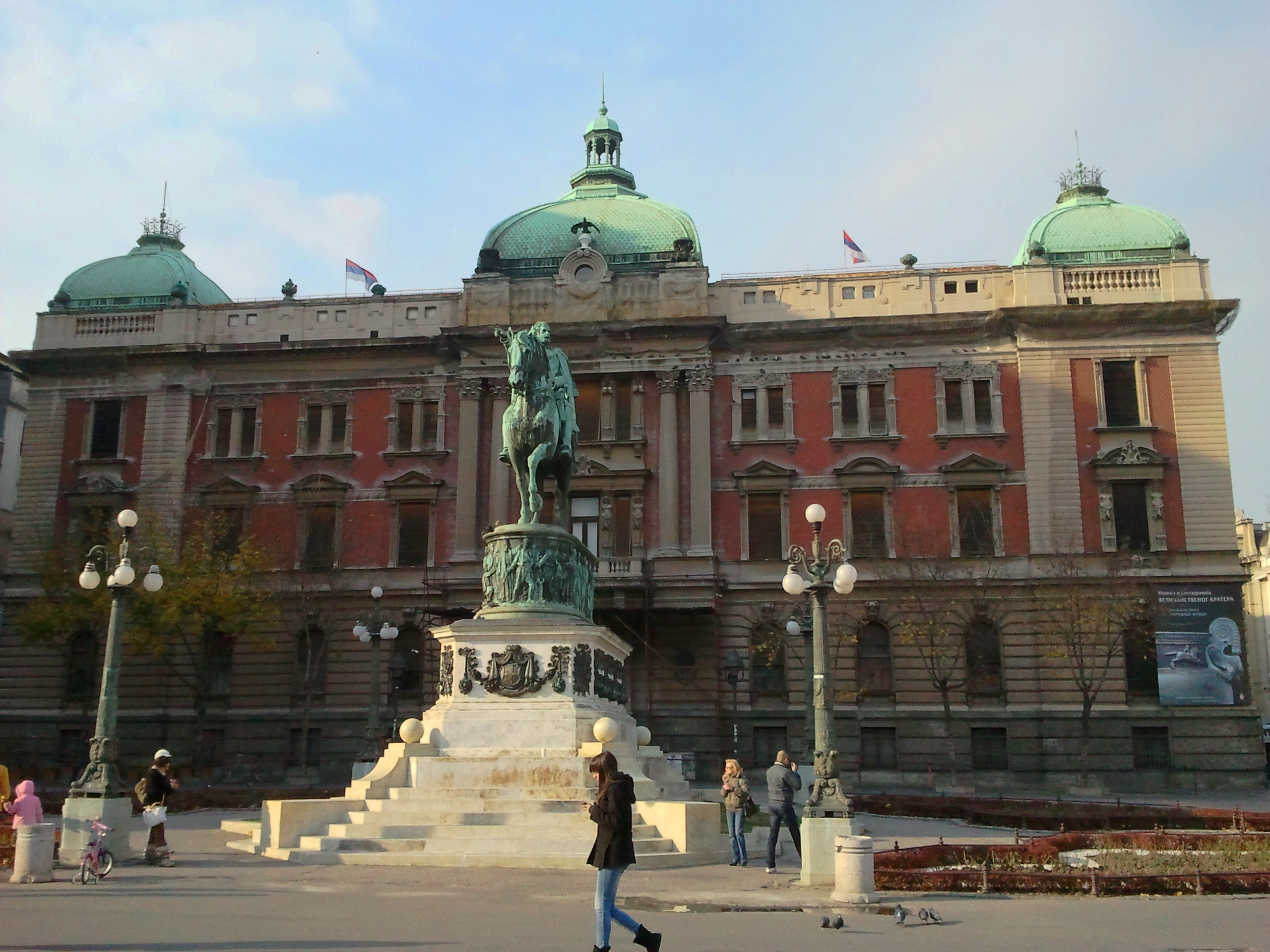
Национальный музей Сербии

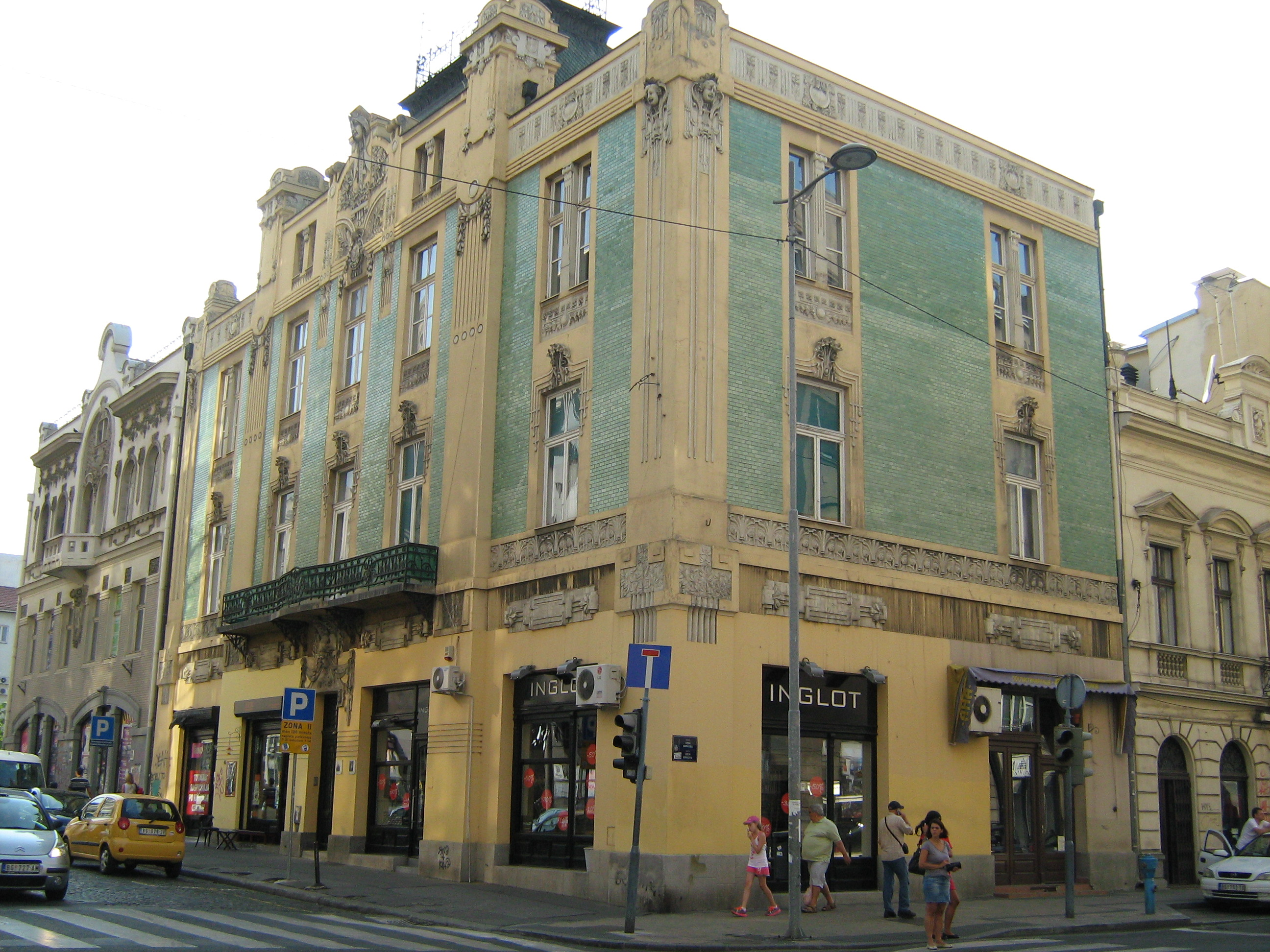
Дом купца Стаменковича

- Национальный музей Сербии с Николой Несторовичем ;[6]
- Дом В. Марковича — Теразие 38 с Николой Несторовичем;
- Белградский кооператив — улица Караджорджева 48 с Николой Несторовичем;
- Дом купца Стаменковича — Уголок царя Петра и Узун-Миркова с Николой Несторовичем;
- Сербская королевская академия (ныне здание Сербской академии искусств и наук) — Князя Михайлова, 35 с Николой Несторовичем и Драгутином Джорджевичем ;[7]
- Церковь Святого Саввы в Косовской Митровице ;[8]
- Здание сербской православной семинарии в Призрене .[9]